# Treintaxi

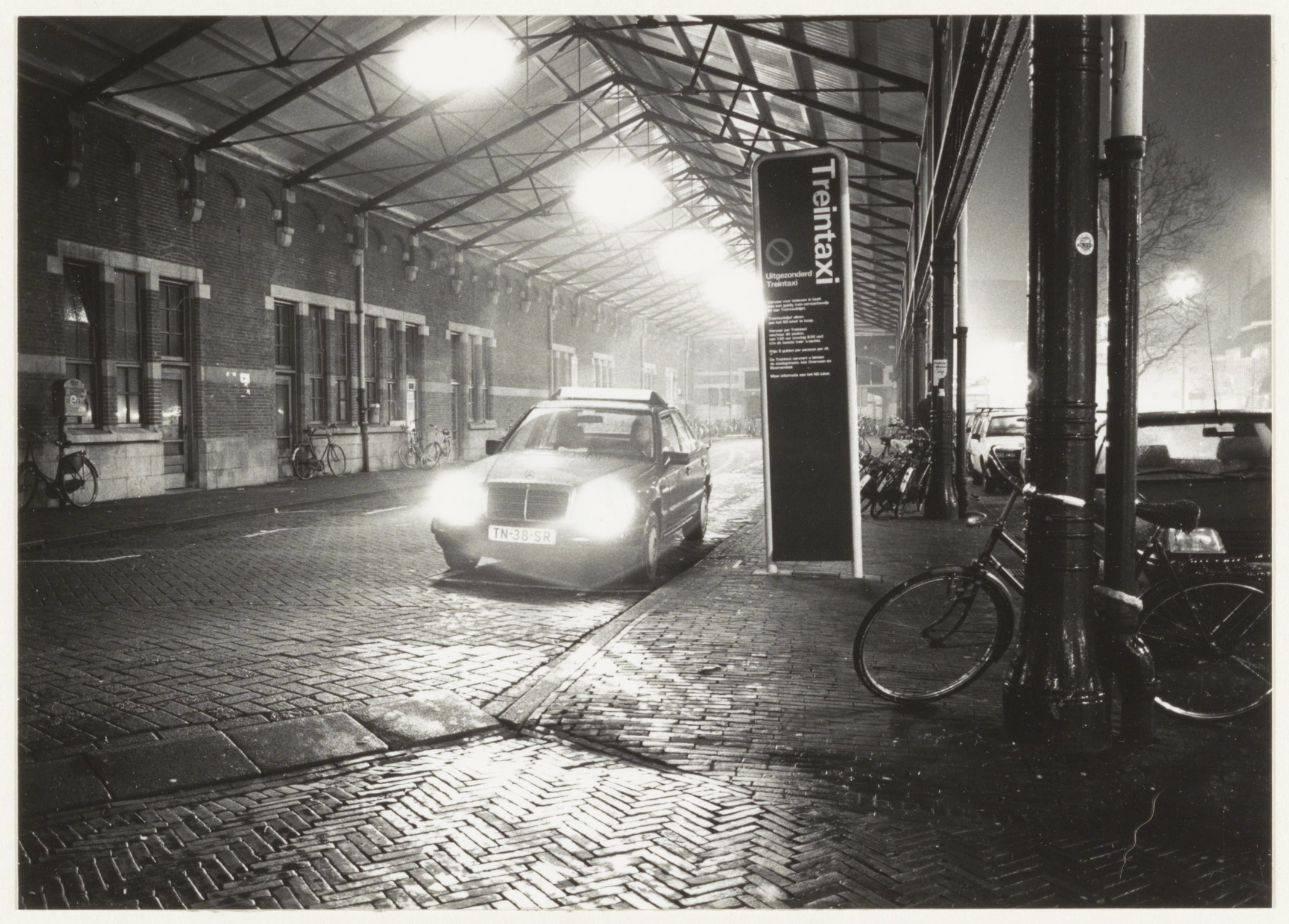
Treintaxi op station Haarlem

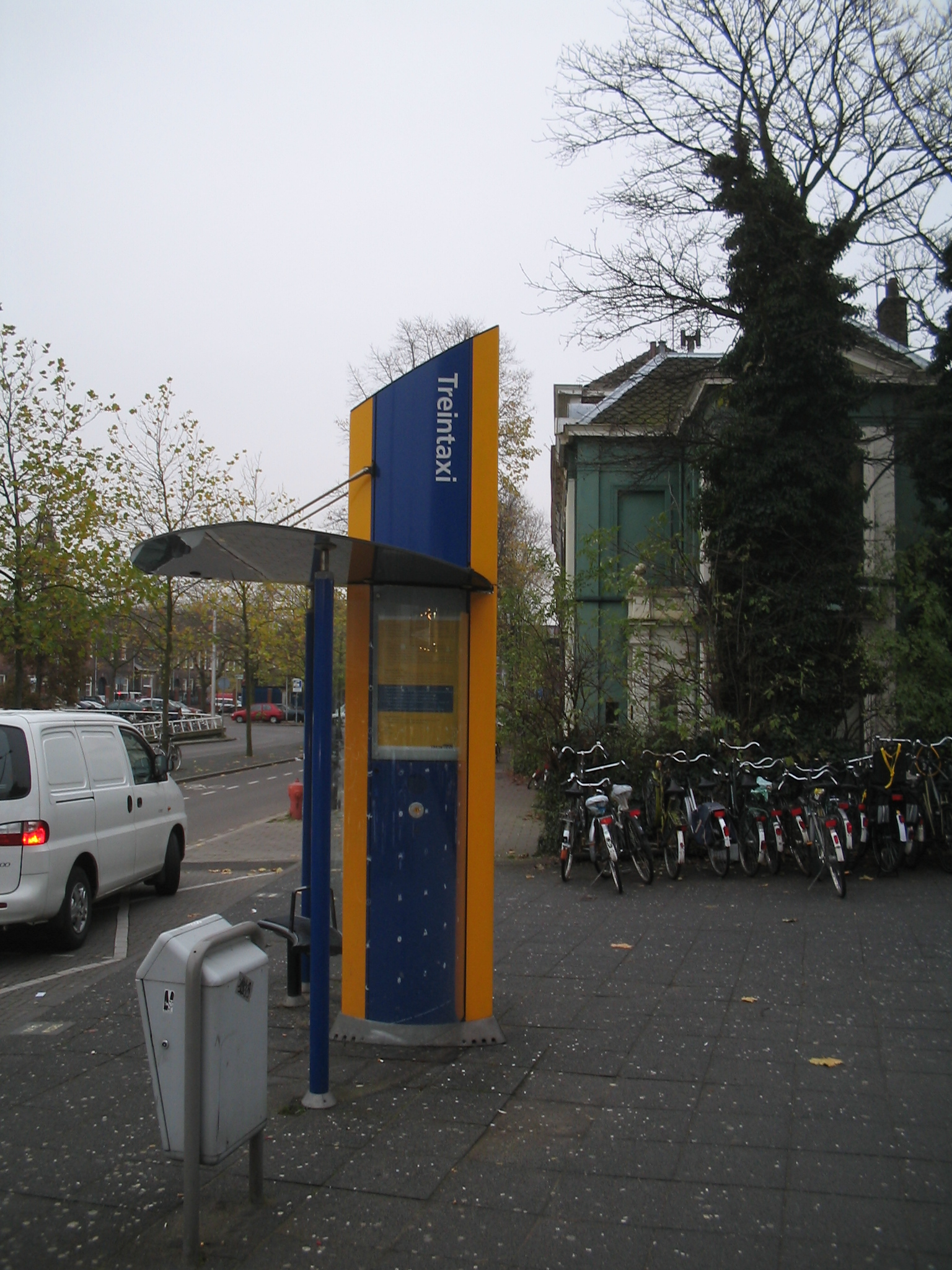
Halteplaats voor treintaxi

Een treintaxi was een vorm van collectief vraagafhankelijk vervoer, alleen vanaf of naar een spoorwegstation. Sinds 1 januari 2014 is de Treintaxi afgeschaft en vervangen door de NS Zonetaxi.

## Kaartjes
Kaartjes waren verkrijgbaar via de balie op NS-stations of via de kaartautomaten. Per volwassene mocht één kind t/m 3 jaar gratis mee.

### Geschiedenis
Aanvankelijk was de treintaxi beschikbaar in een groot aantal steden, met uitzondering van Amsterdam, Den Haag en Rotterdam.